# A Nod and a Wink
A Nod And A Wink (рус. Кивок и подмигивание) — четырнадцатый студийный альбом прог-рок-группы Camel, вышедший в 2002 году. Альбом посвящён памяти одного из основателей группы Питера Барденса, умершего 22 января того же года.

## Список композиций
1. A Nod And A Wink — 11:16 (Latimer/Hoover/LeBlanc)
2. Simple Pleasures — 5:31 (Latimer/Hoover)
3. A Boy`s Life — 7:20 (Latimer/Hoover)
4. Fox Hill — 9:19 (Latimer/Hoover). В этой песне Латимер подражает манере пения Питера Габриэля, разным персонажам присваивая разные голоса.
5. The Miller`s Tale — 3:32 (Latimer/Hoover)
6. Squigely Fair — 8:02 (Latimer/Hoover)
7. For Today — 10:40 (Latimer/Hoover/LeBlanc). Песня посвящена событиям 11 сентября 2001 года.

## Участники записи
- Эндрю Латимер (англ. Andrew Latimer) — гитара, флейта, клавишные, вокал
- Гай ЛеБланк (англ. Guy LeBlanc) — клавишные, бэк-вокал
- Колин Басс (англ. Colin Bass) — бас-гитара, бэк-вокал
- Денис Клемент (англ. Denis Clement) — ударные
- Терри Карлетон (англ. Terry Carleton) — ударные (песни «Simple Pleasures», «Squigely Fair»), перкуссия, бэк-вокал (песня «For Today»)
- ДжиЭр Джонстон (англ. JR Johnston) — бэк-вокал (песня «For Today»)